# Teatro nacional Etíope
El Teatro nacional Etíope es un grupo de teatro nacional de Etiopía, con sede en el centro de Adís Abeba. Anteriormente conocido como el Teatro de Haile Selassie I, la sala empezó a ser construida durante la ocupación italiana como el Cine Marconi con unos 350 asientos. Sin embargo, en 1955 el edificio fue terminado para la celebración del jubileo de Plata y ampliado para acomodar hasta 1260 personas. El grupo de teatro fue fundado por el gobierno en la década de 1940 contratando una banda con el objetivo de reproducir las canciones Etíopes con solistas acompañados por una orquesta moderna. El compositor austriaco Franz Zelwecker se convirtió en el primer director del Teatro Nacional.